# Clavius (hố)

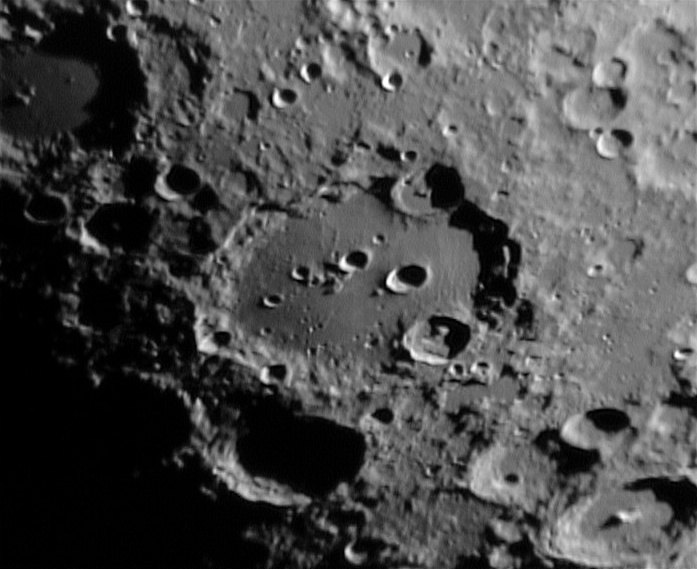
Tầm nhìn từ Trái Đất của Clavius

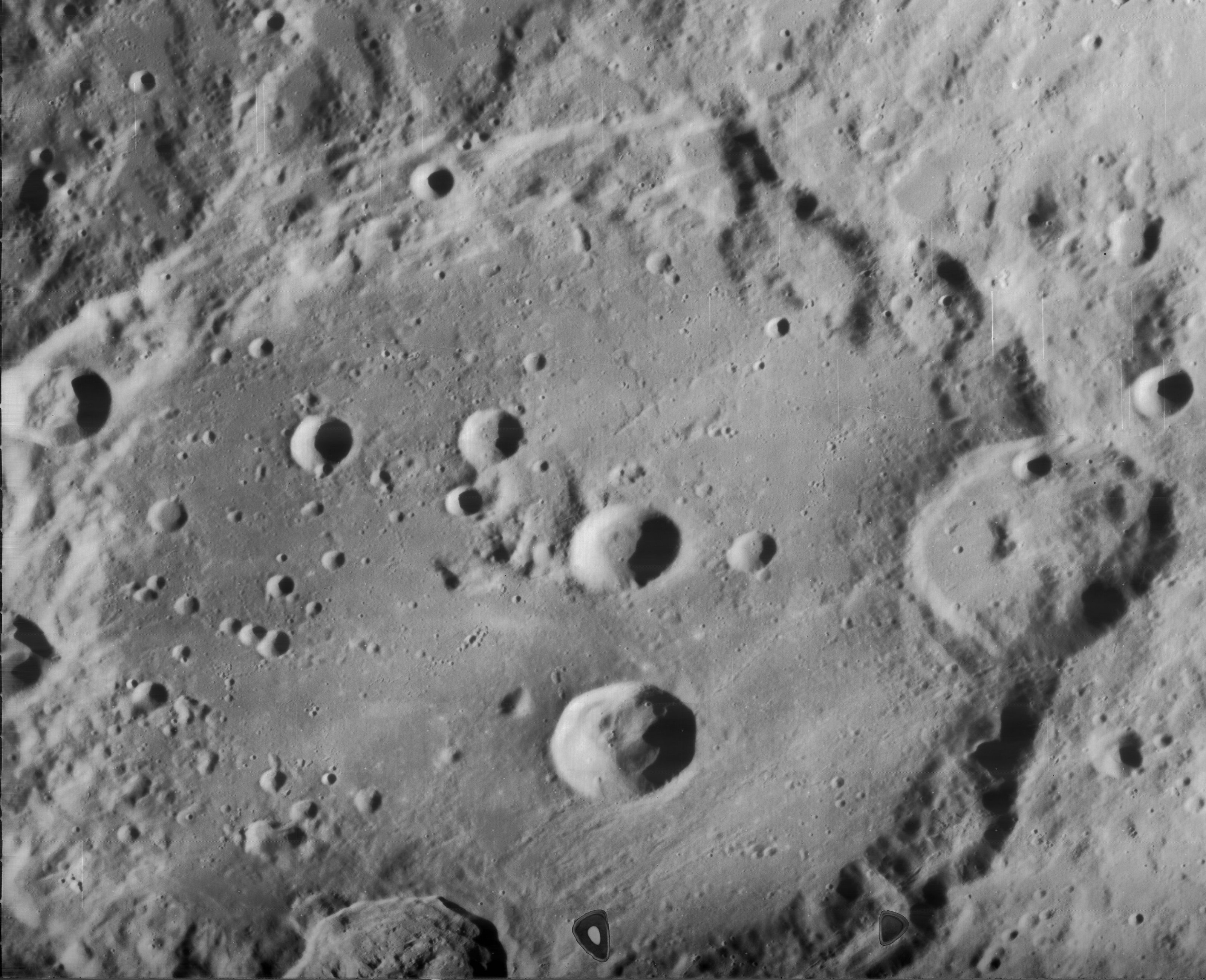
Tầm nhìn của Lunar Orbiter 4

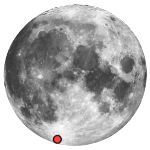
Vị trí của hố Clavius trên Mặt Trăng

Clavius là một trong những hố va chạm lớn nhất trên Mặt Trăng, và nó lớn thứ hai nằm trong vùng nhìn thấy (nó gần bằng hố Deslandres). Hố nằm ở vùng cao nguyên gồ ghề phía nam của Mặt Trăng, và ở phía nam của hố Tycho. Hố được đặt tên theo sau một tín đồ Dòng Chúa Giêsu là Christopher Clavius - nhà thiên văn học và cũng là nhà toán học người Đức của thế kỉ 16.

## Hố vệ tinh

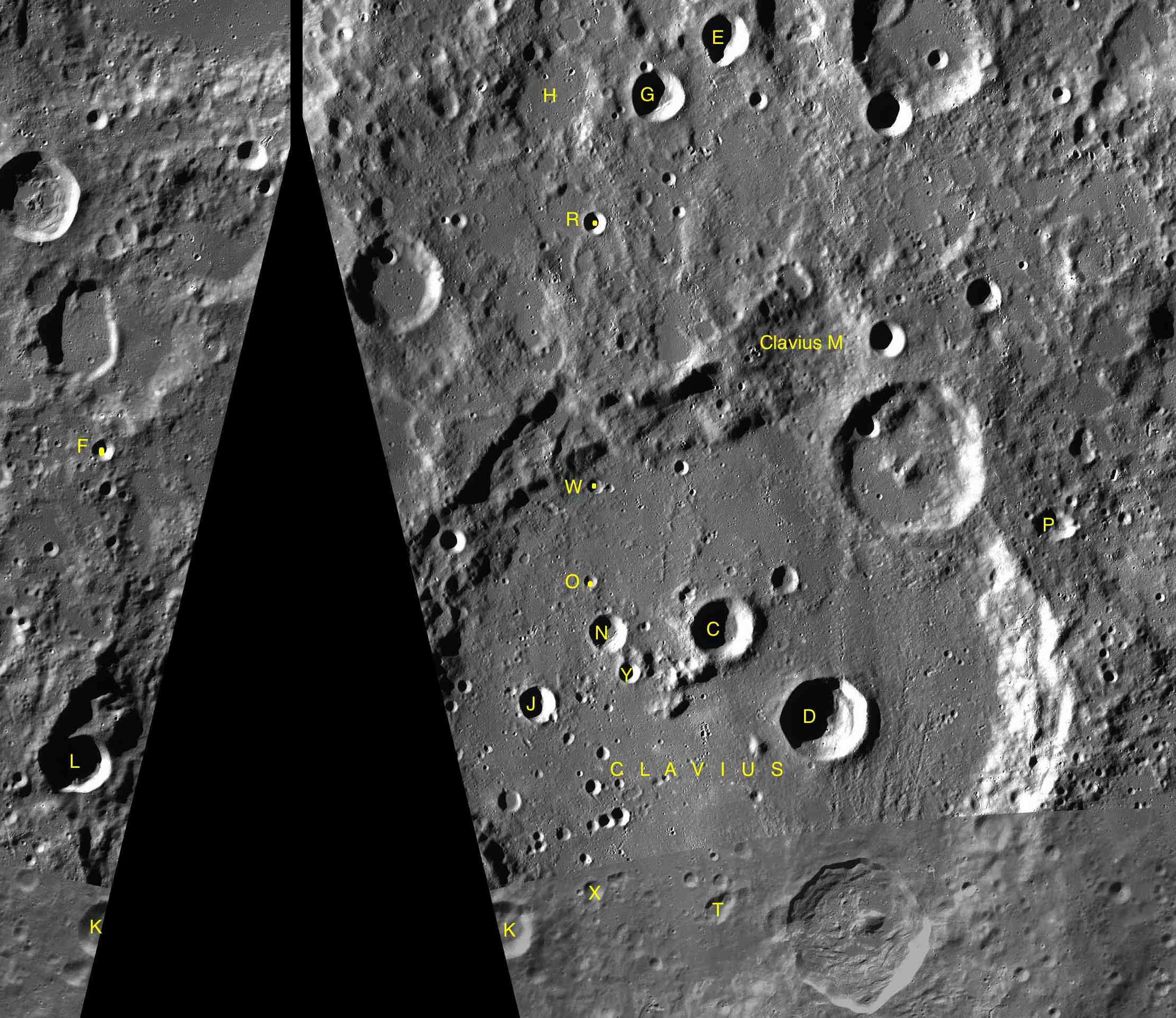
Các hố vệ tinh của Clavius

Theo quy ước, những tính chất này được xác định trên bản đồ bằng cách đặt từng chữ cái là tâm của các hố vệ tinh gần với Clavius nhất.
| Clavius | Vĩ độ   | Kinh độ | Đường kính |
| ------- | ------- | ------- | ---------- |
| C       | 57.7° N | 14.2° T | 21 km      |
| D       | 58.8° N | 12.4° T | 28 km      |
| E       | 51.5° N | 12.6° T | 16 km      |
| F       | 55.4° N | 21.9° T | 7 km       |
| G       | 52.0° N | 13.9° T | 17 km      |
| H       | 51.9° N | 15.8° T | 34 km      |
| J       | 58.1° N | 18.1° T | 12 km      |
| K       | 60.4° N | 19.8° T | 20 km      |
| L       | 58.7° N | 21.2° T | 24 km      |
| M       | 54.8° N | 11.9° T | 44 km      |
| N       | 57.5° N | 16.5° T | 13 km      |
| O       | 56.8° N | 16.4° T | 4 km       |
| P       | 57.0° N | 7.7° T  | 10 km      |
| R       | 53.1° N | 15.4° T | 7 km       |
| T       | 60.4° N | 14.9° T | 9 km       |
| W       | 55.8° N | 16.0° T | 6 km       |
| X       | 60.0° N | 17.6° T | 7 km       |
| Y       | 57.8° N | 16.0° T | 7 km       |